# Ubaldo Righetti
Ubaldo Righetti (Sermonetta, 1963. március 1. –) válogatott olasz labdarúgó, hátvéd, edző.

## Pályafutása

### Klubcsapatban
1982 és 1987 között az AS Roma labdarúgója volt, ahol egy olasz bajnoki címet és két kupagyőzelmet ért el. Tagja volt az 1983–84-es idényben BEK-döntős együttesnek. 1987–88-ban az Udinese, 1988 és 1990 között az US Lecce játékosa volt. 1990-ben kölcsönben az AS Bari együttesében szerepelt. 1990 és 1995 között a Pescara csapatában szerepelt. 1997–98-ban a Terracina együttesében fejezte be az aktív játékot.

### A válogatottban
Tagja volt az 1984-es U21-es Európa-bajnokságon elődöntős válogatottnak. 1983 és 1985 között nyolc alkalommal szerepelt az olasz válogatottban.

### Edzőként
1999–00-ben az RC Angolana, 2000–01-ben a Gela JT, 2001-ben a Lodigiani, 2002–03-ban a Fano, 2003–04-ben a Tivoli, 2005-ben a Vittoria edzőjeként tevékenykedett.

## Sikerei, díjai
Olaszország
- U21-es labdarúgó-Európa-bajnokság
  - bronzérmes: 1984

 AS Roma
- Olasz bajnokság (Serie A)
  - bajnok: 1982–83
- Olasz kupa (Coppa mItalia)
  - győztes (2): 1984, 1986
- Bajnokcsapatok Európa-kupája (BEK)
  - döntős: 1983–84

## Statisztika

### Mérkőzései az olasz válogatottban
| Olaszország | Olaszország          | Olaszország                           | Olaszország   | Olaszország | Olaszország   | Olaszország      | Olaszország | Olaszország |
| #           | Dátum                | Helyszín                              | Hazai         | Eredmény    | Vendég        | Kiírás           | Gólok       | Esemény     |
| ----------- | -------------------- | ------------------------------------- | ------------- | ----------- | ------------- | ---------------- | ----------- | ----------- |
| 1.          | 1983. november 16.   | Prága, Strahov-stadion                | Csehszlovákia | 2 – 0       | Olaszország   | Eb-selejtező     | -           |             |
| 2.          | 1983. december 22.   | Perugia, Stadio Renato Curi           | Olaszország   | 3 – 1       | Ciprus        | Eb-selejtező     | -           | 46'         |
| 3.          | 1984. március 3.     | Isztambul, Beşiktaş İnönü Stadion     | Törökország   | 1 – 2       | Olaszország   | barátságos       | -           |             |
| 4.          | 1984. április 7.     | Verona, Marcantonio Bentegodi Stadion | Olaszország   | 1 – 1       | Csehszlovákia | barátságos       | -           |             |
| 5.          | 1984. szeptember 26. | Milánó, Giuseppe Meazza Stadion       | Olaszország   | 1 – 0       | Svédország    | barátságos       | -           | 85'         |
| 6.          | 1984. november 3.    | Lausanne, Olimpiai Stadion            | Svájc         | 1 – 1       | Olaszország   | barátságos       | -           | 77'         |
| 7.          | 1984. december 8.    | Pescara, Stadio Adriatico             | Olaszország   | 2 – 0       | Lengyelország | barátságos       | -           |             |
| 8.          | 1985. június 2.      | Mexikóváros, Azték Stadion            | Mexikó        | 1 – 1       | Olaszország   | Mexikóváros-kupa | -           | 68'         |
|             | Összesen             |                                       |               | 8           | mérkőzés      |                  | 0           | gól         |